# ロバート・ダグラス・スチュアート
ロバート・ダグラス・スチュアート（Robert Douglas Stuart, 1886年 - 1975年）は、アメリカ合衆国の実業家、外交官。1953年から1956年まで駐カナダ大使を務めた。

## 生い立ち
1886年にイリノイ州シカゴで誕生。父親はロバート・スチュアート、母親はマーガレットであった。

## クエーカー・オーツ・カンパニーと家族
1899年、父ロバートは事業仲間のヘンリー・パーソンズ・クロウウェルとともに穀類加工会社アメリカン・シリアル・カンパニーにプロキシーファイトを仕掛け、麦片王フェルディナント・シューマッハーから経営権を獲得した。同社は1901年に、クロウウェルが経営する製粉会社クエーカー・ミル・カンパニーなどと合併し、クエーカー・オーツ・カンパニーとなった。父ロバートは同社の共同創立者となった。
父ロバートは1901年から1921年までクエーカー・オーツ・カンパニー社の施設面について運営管理を担った。販売面での運営管理はクロウウェルが担当した。ダグラスの長兄ジョン・スチュアートは父ロバートの後継者として育てられ、ダグラスはクロウウェルの下で指導を受けた。1922年、父ロバートとクロウウェルは引退し、ダグラスは兄ジョンとともにクエーカー・オーツ・カンパニー社の経営を引き継いだ。

## 政治活動
スチュアートは共和党に所属し、政治活動に積極的に参加した。1952年共和党全国大会に代議員として出席。1953年にアイゼンハワー大統領の指名を受けて駐カナダ大使に就任。7月15日にカナダ総督ヴィンセント・マッシーに対して信任状を奉呈した。スチュアートは1956年5月4日までオタワに駐在した。
1975年1月5日にイリノイ州レイクフォレストの自宅にて死去。